# Wrecclesham
Wrecclesham – wieś w Anglii, w hrabstwie Surrey, w dystrykcie Waverley. Leży 59 km na południowy zachód od centrum Londynu. Miejscowość liczy 3079 mieszkańców.